# Форествілл (Каліфорнія)
Форествілл (англ. Forestville) — переписна місцевість (CDP) в США, в окрузі Сонома штату Каліфорнія. Населення — 3264 особи (2020).

## Географія
Форествілл розташований за координатами 38°28′57″ пн. ш. 122°53′24″ зх. д. / 38.48250° пн. ш. 122.89000° зх. д. (38.482491, -122.889884).  За даними Бюро перепису населення США в 2010 році переписна місцевість мала площу 13,62 км², уся площа — суходіл.

## Демографія
Згідно з переписом 2010 року, у переписній місцевості мешкали 3293 особи в 1429 домогосподарствах у складі 804 родин. Густота населення становила 242 особи/км².  Було 1605 помешкань (118/км²).
Расовий склад населення:
| - 88,5 % — білих - 1,6 % — азіатів - 1,1 % — корінних американців - 1,0 % — чорних або афроамериканців - 0,2 % — вихідців з тихоокеанських островів - 4,6 % — осіб інших рас |

До двох чи більше рас належало 3,0 %. Частка іспаномовних становила 12,3 % від усіх жителів.
За віковим діапазоном населення розподілялося таким чином: 17,6 % — особи молодші 18 років, 68,3 % — особи у віці 18—64 років, 14,1 % — особи у віці 65 років та старші. Медіана віку мешканця становила 47,5 року. На 100 осіб жіночої статі у переписній місцевості припадало 101,3 чоловіків;  на 100 жінок у віці від 18 років та старших — 100,9 чоловіків також старших 18 років.
Середній дохід на одне домашнє господарство  становив 69 051 долар США (медіана — 53 112), а середній дохід на одну сім'ю — 75 215 доларів (медіана — 63 418). За межею бідності перебувало 14,7 % осіб, у тому числі 9,2 % дітей у віці до 18 років та 6,9 % осіб у віці 65 років та старших.
Цивільне працевлаштоване населення становило 1765 осіб. Основні галузі зайнятості: освіта, охорона здоров'я та соціальна допомога — 24,8 %, роздрібна торгівля — 13,5 %, науковці, спеціалісти, менеджери — 10,4 %, виробництво — 9,7 %.